# Tony Arzenta
Tony Arzenta (lansat internațional cu titlul Big Guns și No Way Out) este un film noir italienesc din anul 1973, regizat de Duccio Tessari. Pelicula a fost un succes comercial.

## Rezumat
Filmul începe cu ziua de naștere a băiatului lui Tony Arzenta, un mafiot din Sicilia. Arzenta îndeplinește o misiune pentru clanul său: asasinarea mafiotului Gesmundo la un centru spa. Ulterior, Arzenta vorbește cu șeful său și îi spune că dorește să se retragă. La Paris, întâlnirea cu liderii mafiei are o concluzie clară și finală: dacă Arzenta părăsește grupul, va fi ucis. Într-o dimineață, soția și băiatul lui Arzenta doresc să meargă spre școala. Mașina soției nu pornește, așa că aceasta îl trimite pe băiat să ia cheile de la mașina tatălui. Cei doi se urcă în mașină, iar aceasta explodează. Soția și băiatul lui Arzenta mor pe loc.
La întâlnirea dintre mafioți, șeful clanului condamnă ferm această operațiune din care au murit doar nevinovați și spune că cine a ordonat asta va plăti scump, chiar dacă intenția lor nu a fost să moară soția și băiatul. Ulterior, înmormântările celor doi au loc, iar preotul prieten cu Arzenta îi spune să lase judecata în mâinile lui Dumnezeu, dar mafiotul jură răzbunare. În timp ce Arzenta părăsește cimitirul, este atacat de două persoane. Acesta se ferește la timp și cu ajutorul vărului său, Domenico, Arzenta pornește în urmărirea mașinii. După o cursă spectaculoasă prin oraș, cele două mașini ajung la o Biserică. Preotul acestei Parohii ajunge la câteva minute după sosirea lor și descoperă doar cele două persoane care au tras în Arzenta, moarte.
Cu ajutorul lui Domenico și a Sandrei, o prietenă din tinerețe a mafiotului care acum este supusa lui Carré, Arzenta află locațiile “colegilor” mafioți care au încercat să-l omoare. Primul pe listă este Carré, care se află într-un tren spre Hamburg. Arzenta urcă în acest tren și îl ucide pe Carré și acolitul său. Arzenta este abordat de un polițist de la Interpol cu scopul de a fi informator, în schimbul protecției oferite de poliție. Acesta refuză. 
Sandra îl vizitează pe Arzenta și îi povestește de întâlnirea de la Copenhaga dintre mafioți și Grunwald, capul mafiei din capitala daneză. Arzenta călătorește acolo sub un nume fals. Cazat la un hotel, mafiotul adună informații despre Grunwald pentru a se răzbuna. Într-o zi, Arzenta aude pe hol cum o prostituată este agresată fizic de un „pește”. Mafiotul este convins de femeie să o ajute să coboare până la mașină, crezând că bărbatul o va aștepta jos să o omoare. Arzenta coboară cu ea, dar acest lucru era de fapt o capcană, deoarece mai multe persoane încep să tragă în Arzenta. Mafiotul reușește să omoare câțiva și o urmărire prin oraș începe.  
Arzenta ajunge la hotelul lui Grunwald pentru a-l omorî pe acesta. Odată sosit acolo, își îndeplinește misiunea, dar este rănit. Ulterior, apelează la ajutorul unui italian din Copenhaga, Luca Dennino, care deține și un club de noapte în oraș. Într-un cimitir de mașini, Domenico este torturat și ucis de niște acoliți. Dennino se întâlnește cu șefii mafioți. Aceștia îi promit bani mulți pentru clubul său în schimbul locației lui Arzenta. Acesta le spune că mafiotul a plecat înapoi spre Italia. 
Înapoi în Italia, Sandra stă în apartamentul lui Arzenta și este întâmpinată și agresată de mafioții răi. Aceștia se ascund prin apartament pentru a-l surprinde pe Arzenta. Mafiotul ajunge acasă și simte că ceva este în neregulă. Din semnele făcute de Sandra, Arzenta realizează unde sunt mafioții și îi omoară rând pe rând. Ulterior, Arzenta ajunge și la ultimul mafiot de pe listă, Rocco Cutitta, pe care îl și asasinează. La înmormântarile ulterioare, șeful clanului se întâlnește cu Luca Dennino și are o discuție cu acesta. Pentru a se împăca cu Arzenta, șeful clanului îl invită la nunta fiicei sale. Arzenta dorește și el pacea și acceptă invitația. După nuntă, pe treptele Bisericii, Arzenta este bucuros la vederea lui Dennino, dar acesta îl trădează și îl împușcă în piept pe Arzenta.

## Distribuție
- Alain Delon: Tony Arzenta
- Richard Conte: Nick Gusto
- Carla Gravina: Sandra
- Marc Porel: Domenico Maggio
- Roger Hanin: Carré
- Nicoletta Machiavelli: Anna Arzenta
- Lino Troisi: Rocco Cutitta
- Silvano Tranquilli: Montani, ofițerul de la Interpol
- Corrado Gaipa: tatăl lui Arzenta
- Umberto Orsini: Isnello, mâna dreaptă a lui Gusto
- Giancarlo Sbragia: Luca Dennino
- Erika Blanc: Prostituata
- Ettore Manni: Gesmundo, proprietarul saunei
- Loredana Nusciak: amanta lui Gesmundo
- Rosalba Neri: soția lui Cutitta
- Maria Pia Conte: secretara lui Carré
- Anton Diffring: Hans Grunwald
- Alberto Farnese: Omul care se întâlnește cu Carré la club

## Lansare
Tony Arzenta a fost lansat în Franța pe 23 august 1973.
Filmul a fost lansat în Italia pe 7 septembrie 1973 și distribuit de Titanus. A avut încasări totale de 1.945.982 lire în această țară.